# Höök
Höök è una serie televisiva svedese di genere poliziesco prodotta da Bob-film e da Filmpool Nord e trasmessa dal 2007 al 2008 dall'emittente SVT1. Protagonista nella serie, nel ruolo di Eva Höök, è l'attrice Anna Petterson, poi sostituita da Cecilia Ljung; altri interpreti principali sono Rafael Pettersson, Peter Carlberg, Freddy Åsblom, Björn Gustafson e Siw Erixon.
La serie si compone di 2 stagioni, per un totale di 22 episodi (12 per la prima stagione e 10 per la seconda stagione). Il primo episodio, intitolato Ryssguldet (prima parte), fu trasmesso in prima visione il 30 gennaio 2007; l'ultimo, intitolato För kung och fosterland (seconda parte), fu trasmesso in prima visione il 20 novembre 2008.
La serie è stata trasmessa anche in Danimarca, Finlandia e Norvegia.

## Trama
Protagonista della serie è Eva Höök, da poco promossa capo della polizia criminale di Luleå.  Ottenuta la promozione, Eva si trasferisce assieme al figlio adolescente Lasse in casa del fratello Ingemar.
Sul lavoro, Eva si trova a confrontarsi con l'astio e la diffidenza dei colleghi maschi, mentre nelle vita privata, deve affrontare le difficoltà scolastiche del figlio, vittima anche di bullismo  .

## Episodi
| Stagione         | Puntate | Prima TV Svezia | Prima TV Italia |
| ---------------- | ------- | --------------- | --------------- |
| Prima stagione   | 2007    | 12              | inedita         |
| Seconda stagione | 2008    | 10              | inedita         |

## Ascolti
I primi due episodi della serie registrarono in Svezia una media di 1,4 milioni di telespettatori.

## Premi e nominination
- 2007: Nomination al premio Kristallen come miglior serie televisiva drammatica[3][4][5]
- 2007: Nomination al Premio IKAROS[3]